# ザ・シドニー
ザ・シドニー（ざ・しどにー、1988年2月9日 - ）は日本の元お笑い芸人。エヌフォースプロモーションに所属していた。現在は「シドニー」に改名し、ラジオパーソナリティや舞台、歌などを中心に活動している。
ワタナベコメディスクール13期生。

## 来歴
- 2010年10月 WCSに入学、コンビ「シンメトリー」を結成。
- 2011年10月 エヌフォースプロモーションに所属するが、翌月にコンビを解散。
- 2011年12月 よりピン芸人ザ・シドニーとして活動を開始。

## 芸風・人物
芸風は主に自作の音響を用いたコントである。基本的には音声がボケとなり、本人がツッコミをする一人ツッコミ芸。当時の芸風は特に陣内智則に影響を受けているという。
芸名の由来は、高校時代に4年間オーストラリアのシドニーに単身留学していたことから来ている。

## 出演
- インターネット番組「たじろぎ☆LIP」レギュラー出演
- インターネット番組　「自空王」[1]
- 「たじろぎ☆クリニック」
- 「たじろぎ☆フライデーナイト」
- 村田綾のKeep Smile （ REDS WAVE2010年1月～、毎週日曜14:00- ）
- コパンとヒカリ（作詞・作曲：山田イノスケ 編曲：PANPANPAN 歌：村田綾withたじろぎ☆ガールズ）ミュージックビデオ出演

## ライブ
- エヌフォースワン
- エヌフォースゼロ
- 13期の金曜日
- 蒲田トップスライブ

## 舞台
- 劇団気晴らしboyz　第5回公演「ろくでなしコーラス」マネージャー